# Friedrich Roderfeld
Friedrich Roderfeld (* 31. Juli 1943 in Lippstadt, Westfalen) ist ein ehemaliger deutscher Leichtathlet und Olympiateilnehmer, der – für die Bundesrepublik startend – bei den Europameisterschaften 1966 die Silbermedaille mit der 4-mal-400-Meter-Staffel gewann (3:04,8 min, Friedrich Roderfeld, Jens Ulbricht, Rolf Krüsmann, Manfred Kinder). Im 200-Meter-Lauf dieser Europameisterschaften belegte er Platz sechs (21,4 s). Er startete auch bei den Olympischen Spielen 1964 und schied dort im 200-Meter-Zwischenlauf aus.
Roderfeld gehörte dem Sportverein SC Rot-Weiß Oberhausen an. In seiner aktiven Zeit war er 1,84 m groß und wog 72 kg.
| Personendaten    | Personendaten                                |
| ---------------- | -------------------------------------------- |
| NAME             | Roderfeld, Friedrich                         |
| KURZBESCHREIBUNG | deutscher Leichtathlet und Olympiateilnehmer |
| GEBURTSDATUM     | 31. Juli 1943                                |
| GEBURTSORT       | Lippstadt, Westfalen, Deutsches Reich        |